# 中西用徳
中西 用徳（なかにし もちよし、1870年2月1日（明治3年1月1日） - 1935年（昭和10年）12月9日）は、明治から昭和時代初期の司法官。大審院部長判事。

## 経歴
中西用亮の子としてのちの三重県に生まれる。普通学を修めたのち1892年（明治25年）法科大学に入り、1895年（明治28年）同大を卒業し法学士の称号を得た。1897年（明治30年）栃木区裁判所検事に任じ、同年判事に転じた。浦和地方裁判所判事、東京地方裁判所判事、同部長判事を経て、1902年（明治35年）東京控訴院判事に就任する。その後、東京、大阪各控訴院部長判事、京都、大阪各地方裁判所所長、長崎控訴院長を歴任し、1928年（昭和3年）大審院部長となった。

## 栄典
- 1926年（大正15年）5月1日 - 正四位[4]